# 克里斯菲爾德 (馬里蘭州)
克里斯菲爾德（英語：Crisfield）是一個位於美國馬里蘭州薩默塞特縣的城市。

## 人口
根據2020年美國人口普查的數據，克里斯菲爾德的面積為8.22平方千米，當中陸地面積為4.49平方千米，而水域面積為3.72平方千米。當地共有人口2475人，而人口密度為每平方千米301人。